# Фрици (Виченца)
Фрици је насеље у Италији у округу Виченца, региону Венето.
Према процени из 2011. у насељу је живело 139 становника. Насеље се налази на надморској висини од 607 м.